# Оранжерея Версаля
Оранжерея Версаля (фр. L′Orangerie du Château de Versailles) — садово-парковый комплекс в Версале, Франция.
В её современном облике была построена по проекту архитектора Жюля Ардуэн-Мансара. Строительство велось с 1684 по 1686 год. Её возвели на месте прежней Королевской оранжереи, построенной архитектором Луи Лево в 1663 году, которая вскоре перестала вмещать всю ботаническую коллекцию короля. Оранжерея является свидетельством того, что в грандиозных садах Европы сооружались масштабные вспомогательные объекты, предназначенные не только для укрытия нежных растений, но и для того чтобы произвести глубокое впечатление на посетителей. В зимнее время Оранжерея Версаля укрывает более 1200 деревьев в кадках. Большинство этих деревьев — цитрусовые. А в период с мая по октябрь их выставляют в партере перед оранжереей.

## Пришествие цитрусовых

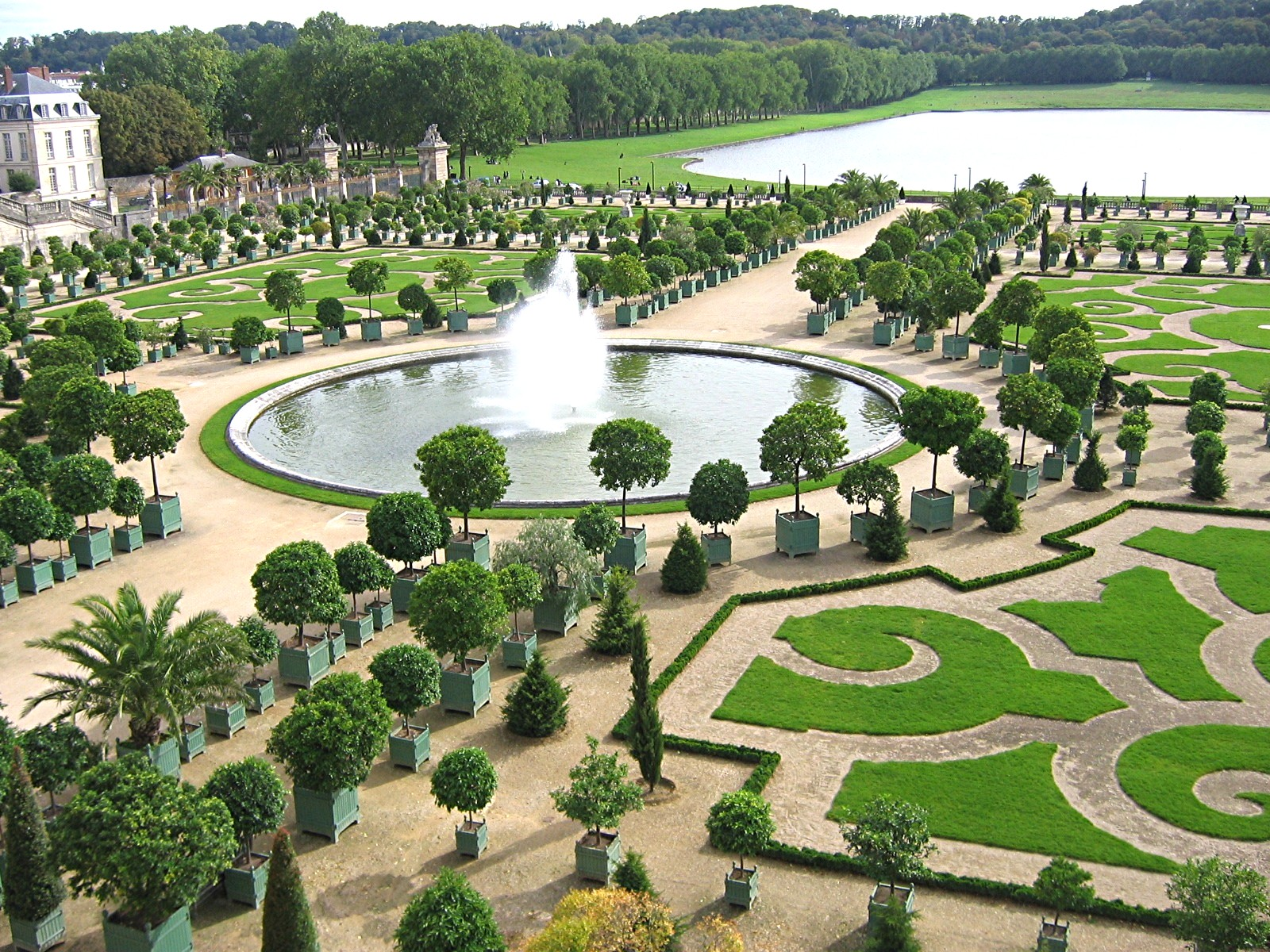
Кадки с цитрусовыми в Версальском парке

Сладкие цитрусовые (Померанец) появились в Европе в XV—XVI веках. Поначалу они были очень дорогим продуктом питания. В средневековых поваренных книгах в точности говорилось, сколько цитрусовых долек полагалось подавать высоким гостям. Вскоре цитрусовые вошли в моду среди знати и богатых торговцев. В XVI столетии сладкие цитрусовые хорошо акклиматизировались в Европе и стали предметом торговли.
Во Франции первая оранжерея была построена при короле Карле VIII в Амбуазе По общему мнению, поступление сладких цитрусовых в Европу в XV веке происходило через Португалию, а именно благодаря кругосветным путешествиям мореплавателя Васко да Гамы. Несмотря на то, что древним римлянам были знакомы лимоны и, по всей видимости, померанец и цитроны, другие виды цитрусовых — горькие апельсины, лимоны и сладкие апельсины — пришли в Европу спустя столетия. Французские садовники, используя приёмы задержки воды и питательных веществ, а также особые методы прищипывания побегов, добились круглогодичного цветения цитрусовых деревьев к огромной радости Людовика XIV. Цитрусовые мотивы на протяжении длительного времени получили широкое распространение в скульптурах, мозаике, кружевных партерах, ткачестве, живописи, поэзии и песнях, а цитрусовые цветки считались ценным флористическим украшением на свадебных церемониях.

## Расположение в парке
Оранжерея Версаля располагается под партером, известным как Южный партер. Центральный проход оранжереи составляет 156 метров в длину и 21 метр в ширину, а его фасад обращён на юг. Сводчатый потолок оранжереи достигает высоты 13 метров и является прекрасным образцом сооружения сводчатой конструкции без использования цементного строительного раствора. С юга к оранжерее примыкает Нижний партер, который со своей южной стороны ограждён от Сен-Сир-л'Эколь. Также за балюстрадой находится Швейцарский бассейн.

## Описание

Лестница ста ступеней над Оранжереей Версаля

Центральный проход Оранжереи обрамлён с двух концов боковыми галереями, которые сверху накрыты «Лестницей ста ступеней». Всё внутреннее помещение освещается через большие арочные окна, кругом выходящие в Нижний партер.
В центре главного прохода оранжереи установлена статуя Людовика XIV, созданная в 1683 году Мартеном Дежарденом. Эта мраморная статуя была заказана скульптору Маршалом Франции Ла Фейядом для декорирования Площади Побед в Париже. Однако в 1686 году статую выкупил Жюль Ардуэн-Мансар, а Ла Фейяд поручил Дежардену создать вторую статую, уже отлитую в бронзе. В итоге на площади установили бронзовую статую, а мраморную подарили королю. Впоследствии бронзовая копия была переплавлена на артиллерийские орудия революционерами в 1792 году.
Внутри Оранжереи в наши дни находится бассейн, высеченный из мрамора Рансе в 1674 году по заказу Людовика XIV. Этот восьмиугольный бассейн в ширину превышает 3 метра и составляет более 1 метра в глубину. Изначально, по всей вероятности, его использовали для омовения ног короля после возвращения с охоты. Его было невозможно использовать для купания, поскольку подогреть такой объём воды в мраморе невозможно. Долгое время этот бассейн находился на первом этаже Версальского дворца, в той его части, где был Банный Кабинет, а впоследствии, при Людовике XV, размещались дочери короля. От Банного Кабинета не уцелело ничего, кроме этого бассейна. Позже, в XIX веке, бассейн был продан; впоследствии его обнаружили в одном из жилых домов коммуны Ней, а затем в Розовом дворце в Ле Везине. И, наконец, в 1934 году этот бассейн был выкуплен для Версаля и его разместили в Оранжерее, единственном месте дворца, способном вместить такой монолитный бассейн.
Во времена монархии в Королевской оранжерее укрывали на зиму 3000 растений, высаженных в кадки, главным образом цитрусовых фруктовых деревьев. В период с мая по октябрь цитрусовые и прочие деревья выставляют в Нижнем партере.

## Интересные факты
- Королевская оранжерея, помимо защиты растений от холода, также была временным пристанищем любительского театра Марии-Антуанетты. В стенах оранжереи в 1778 году была устроена премьера театральной постановки, пока её театр в Трианоне ещё не был построен[6].
- Оранжерея также была свидетелем жутких событий. Во время событий Парижской коммуны в 1871 году её превратили в тюрьму. Однако при наступлении осени потребовалось место для цитрусовых деревьев. Множество заключённых казнили, чтобы освободить оранжерею[6].